# Bayamón FC
Maillots
Bayamon FC est une équipe de football qui a rejoint la Puerto Rico Soccer League pour la saison 2009. L'équipe joue dans l' Bayamón Soccer Complex à Bayamón, Porto Rico.

## Palmarès
- Championnat de Porto Rico (6)
  - Vainqueur en 2000, 2002, 2009, 2011, 2012 et 2021
- Caribbean Club Shield (1)
  - Vainqueur en 2022